# Sportverein Darmstadt 1898 1988-1989
Questa voce raccoglie le informazioni riguardanti lo Sportverein Darmstadt 1898 nelle competizioni ufficiali della stagione 1988-1989.

## Stagione
Nella stagione 1988-1989 il Darmstadt, allenato da Werner Olk, Rainer Scholz e Eckhard Krautzun, concluse il campionato di 2. Bundesliga al 11º posto. In Coppa di Germania il Darmstadt fu eliminato al primo turno dal Colonia.

## Rosa
| N. |                     | Ruolo | Calciatore       |
| -- | ------------------- | ----- | ---------------- |
|    | Germania (bandiera) | P     | Rainer Berg      |
|    | Germania (bandiera) | P     | Wilhelm Huxhorn  |
|    | Germania (bandiera) | D     | Frank Dörr       |
|    | Germania (bandiera) | D     | Freddy Heß       |
|    | Germania (bandiera) | D     | Volker Kispert   |
|    | Germania (bandiera) | D     | Gerhard Lachmann |
|    | Germania (bandiera) | D     | Roger Prinzen    |
|    | Germania (bandiera) | D     | Rainer Scholz    |
|    | Germania (bandiera) | D     | Bernhard Trares  |
|    | Germania (bandiera) | C     | Willi Bernecker  |
|    | Germania (bandiera) | C     | Michael Blättel  |

| N. |                     | Ruolo | Calciatore        |
| -- | ------------------- | ----- | ----------------- |
|    | Cina (bandiera)     | C     | Gu Guangming      |
|    | Germania (bandiera) | C     | Martin Kowalewski |
|    | Germania (bandiera) | C     | Oliver Posniak    |
|    | Germania (bandiera) | C     | Rafael Sánchez    |
|    | Germania (bandiera) | C     | Uwe Schreml       |
|    | Germania (bandiera) | A     | Henrik Eichenauer |
|    | Germania (bandiera) | A     | Dieter Gutzler    |
|    | Germania (bandiera) | A     | Uwe Kuhl          |
|    | Germania (bandiera) | A     | Bodo Mattern      |
|    | Germania (bandiera) | A     | Dieter Trunk      |

## Organigramma societario
Area tecnica
- Allenatore: Eckhard Krautzun
- Allenatore in seconda:
- Preparatore dei portieri:
- Preparatori atletici:

## Calciomercato

### Sessione estiva
| Acquisti | Acquisti        | Acquisti        | Acquisti |
| R.       | Nome            | da              | Modalità |
| -------- | --------------- | --------------- | -------- |
| C        | Michael Blättel | Homburg         |          |
| C        | Guido Naumann   | Wattenscheid 09 |          |

| Cessioni | Cessioni        | Cessioni               | Cessioni |
| R.       | Nome            | a                      | Modalità |
| -------- | --------------- | ---------------------- | -------- |
| C        | Guido Naumann   | Eintracht Braunschweig |          |
| D        | Karl-Heinz Emig | Kaiserslautern         |          |
| D        | Stefan Glaser   | Wormatia Worms         |          |
| A        | Michael Künast  | Austria Vienna         |          |

### Sessione invernale
| Acquisti | Acquisti | Acquisti | Acquisti |
| R.       | Nome     | da       | Modalità |
| -------- | -------- | -------- | -------- |

| Cessioni | Cessioni | Cessioni | Cessioni |
| R.       | Nome     | a        | Modalità |
| -------- | -------- | -------- | -------- |

## Risultati

### 2. Bundesliga

#### Girone di andata
| Arbitro: | Barnick |

|                     |           |            |
| Tschiskale 22’, 87’ | Marcatori | 56’ Trares |

| Arbitro: | Bruch |

|                                  |           |  |
| Kuhl 43’, 87’ (rig.) Sánchez 58’ | Marcatori |  |

| Arbitro: | Matheis |

|                   |           |  |
| Majka 2’ Weber 8’ | Marcatori |  |

| Arbitro: | Föckler |

|                 |           |                              |
| Trares 56’, 77’ | Marcatori | 42’ van der Pütten 88’ Bruns |

| Arbitro: | Broska |

|                      |           |            |
| Adler 22’ Gaedke 40’ | Marcatori | 29’ Trares |

| Arbitro: | Harder |

|                                |           |              |
| Eichenauer 21’ Kuhl 42’ (rig.) | Marcatori | 37’ Edelmann |

| Arbitro: | Richmann |

|            |           |                    |
| Schütz 87’ | Marcatori | 22’ Kuhl 82’ Trunk |

| Arbitro: | Heitmann |

|  |           |          |
|  | Marcatori | 77’ Bunk |

| Arbitro: | Führer |

|                             |           |            |
| Buchheister 32’, 49’ (rig.) | Marcatori | 21’ Trares |

| Arbitro: | Gangkofer |

|  |           |                   |
|  | Marcatori | 3’, 82’ Abramczik |

| Aschaffenburg 15 ottobre 1988, ore 15:00 CET 11ª giornata | Vikt. Aschaffenburg | 0 – 0 referto | Darmstadt | Stadion am Schönbusch (6 000 spett.)\| Arbitro: \| Eli \| |
| Arbitro:                                                  | Eli                 |               |           |                                                           |

| Arbitro: | Kautschor |

|             |           |                          |
| Prinzen 45’ | Marcatori | 17’ Ellguth 54’ Hoffmann |

| Arbitro: | Holst |

|             |           |           |
| Blättel 56’ | Marcatori | 60’ Holze |

| Arbitro: | Pauly |

|                             |           |               |
| Hach 44’ Prinzen 45’ (aut.) | Marcatori | 4’ Eichenauer |

| Arbitro: | Kentsch |

|          |           |           |
| Kuhl 51’ | Marcatori | 70’ Gries |

| Arbitro: | Barnick |

|                                 |           |  |
| Hupe 10’ Pförtner 30’ Fuchs 56’ | Marcatori |  |

| Arbitro: | Albrecht |

|                 |           |  |
| Kuhl 59’ (rig.) | Marcatori |  |

| Arbitro: | Dardenne |

|          |           |                            |
| Mohr 54’ | Marcatori | 52’ Eichenauer 82’ Prinzen |

| Arbitro: | Gochermann |

|                     |           |               |
| Eichenauer 38’, 48’ | Marcatori | 41’ Schneider |

#### Girone di ritorno
| Arbitro: | Berg |

|                           |           |                                 |
| Schreml 7’ Eichenauer 49’ | Marcatori | 20’, 70’ Kontny 35’, 41’ Banach |

| Arbitro: | Neuner |

|                                |           |             |
| Weber 64’ Schäfer 74’ Hahn 90’ | Marcatori | 90’ Blättel |

| Arbitro: | Schneider |

|                             |           |             |
| Trares 21’ Weber 56’ (aut.) | Marcatori | 84’ Pfahler |

| Arbitro: | Diekert |

|            |           |                                           |
| Thoben 86’ | Marcatori | 1’ Blättel 56’, 77’ Eichenauer 89’ Trares |

| Arbitro: | Weber |

|                     |           |           |
| Posniak 29’ Heß 70’ | Marcatori | 22’ Adler |

| Arbitro: | Prengel |

|                                  |           |                                                           |
| Anderbrügge 7’, 25’ Edelmann 53’ | Marcatori | 30’ Prinzen 48’ Blättel 60’ (rig.) Eichenauer 75’ Sánchez |

| Arbitro: | Tritschler |

|                    |           |             |
| Heß 56’ Trares 64’ | Marcatori | 67’ Demandt |

| Arbitro: | Steinborn |

|  |           |                |
|  | Marcatori | 43’ Eichenauer |

| Arbitro: | Dardenne |

|             |           |                  |
| Blättel 83’ | Marcatori | 46’, 69’ Pospich |

| Arbitro: | Fröhlich |

|                                    |           |                |
| Griehsbach 24’ Regenbogen 28’, 62’ | Marcatori | 60’ Eichenauer |

| Arbitro: | Mölm |

|                      |           |                |
| Sánchez 12’ Kuhl 41’ | Marcatori | 32’ Gramminger |

| Arbitro: | Richmann |

|                                                |           |  |
| Baranowski 21’ Wójcicki 84’ (rig.) Wohlert 89’ | Marcatori |  |

| Arbitro: | Berg |

|                              |           |  |
| Heskamp 70’ (rig.) Glöde 75’ | Marcatori |  |

| Darmstadt 13 maggio 1989, ore 15:00 CEST 33ª giornata | Darmstadt | 0 – 0 referto | Saarbrücken | Stadion am Böllenfalltor (3 000 spett.)\| Arbitro: \| Neumann \| |
| Arbitro:                                              | Neumann   |               |             |                                                                  |

| Arbitro: | Theobald |

|             |           |  |
| Greiser 87’ | Marcatori |  |

| Arbitro: | Correll |

|                        |           |              |
| Blättel 32’ Trares 64’ | Marcatori | 53’ Pförtner |

| Arbitro: | Rubel |

|  |           |                                       |
|  | Marcatori | 15’ Schreml 48’ Trares 52’ Eichenauer |

| Arbitro: | Führer |

|                                                                  |           |  |
| Trares 15’ Gutzler 28’, 49’ Blättel 32’, 39’, 72’ Eichenauer 46’ | Marcatori |  |

| Arbitro: | Assenmacher |

|                                        |           |                |
| Schneider 46’ Wolff 58’, 88’ Sachs 60’ | Marcatori | 67’ Eichenauer |

### Coppa di Germania
| Arbitro: | Neumann |

|                                                |           |          |
| Allofs 5’, 20’, 41’, 82’ Janßen 13’ Häßler 76’ | Marcatori | 54’ Kuhl |

## Statistiche

### Statistiche di squadra
| Competizione      | Punti | In casa | In casa | In casa | In casa | In casa | In casa | In trasferta | In trasferta | In trasferta | In trasferta | In trasferta | In trasferta | Totale | Totale | Totale | Totale | Totale | Totale | DR |
| Competizione      | Punti | G       | V       | N       | P       | Gf      | Gs      | G            | V            | N            | P            | Gf           | Gs           | G      | V      | N      | P      | Gf     | Gs     | DR |
| ----------------- | ----- | ------- | ------- | ------- | ------- | ------- | ------- | ------------ | ------------ | ------------ | ------------ | ------------ | ------------ | ------ | ------ | ------ | ------ | ------ | ------ | -- |
| 2. Bundesliga     | 37    | 19      | 10      | 4       | 5       | 33      | 22      | 19           | 6            | 1            | 12           | 23           | 35           | 38     | 16     | 5      | 17     | 56     | 57     | -1 |
| Coppa di Germania | -     | 0       | 0       | 0       | 0       | 0       | 0       | 1            | 0            | 0            | 1            | 1            | 6            | 1      | 0      | 0      | 1      | 1      | 6      | -5 |
| Totale            | 37    | 19      | 10      | 4       | 5       | 33      | 22      | 20           | 6            | 1            | 13           | 24           | 41           | 39     | 16     | 5      | 18     | 57     | 63     | -6 |

### Andamento in campionato
| Giornata  | 1  | 2 | 3  | 4  | 5  | 6  | 7 | 8  | 9  | 10 | 11 | 12 | 13 | 14 | 15 | 16 | 17 | 18 | 19 | 20 | 21 | 22 | 23 | 24 | 25 | 26 | 27 | 28 | 29 | 30 | 31 | 32 | 33 | 34 | 35 | 36 | 37 | 38 |
| --------- | -- | - | -- | -- | -- | -- | - | -- | -- | -- | -- | -- | -- | -- | -- | -- | -- | -- | -- | -- | -- | -- | -- | -- | -- | -- | -- | -- | -- | -- | -- | -- | -- | -- | -- | -- | -- | -- |
| Luogo     | T  | C | T  | C  | T  | C  | T | C  | T  | C  | T  | C  | C  | T  | C  | T  | C  | T  | C  | C  | T  | C  | T  | C  | T  | C  | T  | C  | T  | C  | T  | T  | C  | T  | C  | T  | C  | T  |
| Risultato | P  | V | P  | N  | P  | V  | V | P  | P  | P  | N  | P  | N  | P  | N  | P  | V  | V  | V  | P  | P  | V  | V  | V  | V  | V  | V  | P  | P  | V  | P  | P  | N  | P  | V  | V  | V  | P  |
| Posizione | 15 | 7 | 14 | 13 | 16 | 11 | 9 | 11 | 13 | 16 | 15 | 18 | 17 | 19 | 18 | 19 | 19 | 18 | 15 | 17 | 19 | 17 | 17 | 15 | 11 | 9  | 9  | 10 | 12 | 11 | 13 | 13 | 12 | 12 | 13 | 11 | 10 | 11 |

Legenda:

Luogo: C = Casa; T = Trasferta. Risultato: V = Vittoria; N = Pareggio; P = Sconfitta.

### Statistiche dei giocatori
| Giocatore     | 2. Bundesliga | 2. Bundesliga | 2. Bundesliga | 2. Bundesliga | Coppa di Germania | Coppa di Germania | Coppa di Germania | Coppa di Germania | Totale   | Totale | Totale      | Totale     |
| Giocatore     | Presenze      | Reti          | Ammonizioni   | Espulsioni    | Presenze          | Reti              | Ammonizioni       | Espulsioni        | Presenze | Reti   | Ammonizioni | Espulsioni |
| ------------- | ------------- | ------------- | ------------- | ------------- | ----------------- | ----------------- | ----------------- | ----------------- | -------- | ------ | ----------- | ---------- |
| R. Berg       | 10            | 0             | 0             | 0             | 1                 | 0                 | 0                 | 0                 | 11       | 0      | 0           | 0          |
| W. Bernecker  | 19            | 0             | 4             | 0             | 1                 | 0                 | 0                 | 0                 | 20       | 0      | 4           | 0          |
| M. Blättel    | 28            | 9             | 9             | 0             | 0                 | 0                 | 0                 | 0                 | 28       | 9      | 9           | 0          |
| F. Dörr       | 16            | 0             | 1             | 0             | 1                 | 0                 | 0                 | 0                 | 17       | 0      | 1           | 0          |
| H. Eichenauer | 36            | 14            | 2             | 0             | 0                 | 0                 | 0                 | 0                 | 36       | 14     | 2           | 0          |
| G. Gu         | 11            | 0             | 0             | 0             | 1                 | 0                 | 0                 | 0                 | 12       | 0      | 0           | 0          |
| D. Gutzler    | 27            | 2             | 3             | 0             | 1                 | 0                 | 0                 | 0                 | 28       | 2      | 3           | 0          |
| F. Heß        | 35            | 2             | 6             | 0             | 1                 | 0                 | 0                 | 0                 | 36       | 2      | 6           | 0          |
| W. Huxhorn    | 28            | 0             | 4             | 0             | 0                 | 0                 | 0                 | 0                 | 28       | 0      | 4           | 0          |
| V. Kispert    | 25            | 0             | 6             | 0             | 0                 | 0                 | 0                 | 0                 | 25       | 0      | 6           | 0          |
| M. Kowalewski | 1             | 0             | 0             | 0             | 0                 | 0                 | 0                 | 0                 | 1        | 0      | 0           | 0          |
| U. Kuhl       | 33            | 7             | 3             | 0             | 1                 | 1                 | 0                 | 0                 | 34       | 8      | 3           | 0          |
| G. Lachmann   | 28            | 0             | 3             | 0             | 1                 | 0                 | 0                 | 0                 | 29       | 0      | 3           | 0          |
| B. Mattern    | 9             | 0             | 0             | 0             | 1                 | 0                 | 0                 | 0                 | 10       | 0      | 0           | 0          |
| O. Posniak    | 37            | 1             | 4             | 0             | 1                 | 0                 | 0                 | 0                 | 38       | 1      | 4           | 0          |
| R. Prinzen    | 21            | 3             | 4             | 0             | 0                 | 0                 | 0                 | 0                 | 21       | 3      | 4           | 0          |
| R. Scholz     | 21            | 0             | 4             | 0             | 1                 | 0                 | 0                 | 0                 | 22       | 0      | 4           | 0          |
| U. Schreml    | 22            | 2             | 4             | 0             | 1                 | 0                 | 0                 | 0                 | 23       | 2      | 4           | 0          |
| R. Sánchez    | 37            | 3             | 3             | 0             | 0                 | 0                 | 0                 | 0                 | 37       | 3      | 3           | 0          |
| B. Trares     | 32            | 11            | 7             | 0             | 1                 | 0                 | 0                 | 0                 | 33       | 11     | 7           | 0          |
| D. Trunk      | 13            | 1             | 3             | 0             | 0                 | 0                 | 0                 | 0                 | 13       | 1      | 3           | 0          |